# برایان آکلند-اسنو
برایان آکلند-اسنو (انگلیسی: Brian Ackland-Snow; ۳۱ مارس ۱۹۴۰ – ۳۰ مارس ۲۰۱۳) طراح تولید اهل بریتانیا بود. وی همچنین برندهٔ جوایزی همچون جوایز امی ساعات پربیننده شده‌است.